# Crkva sv. Petra u Sv. Petru Orehovcu
Crkva sv. Petra u Sv. Petru Orehovcu je župna crkva u općinskom mjestu Sveti Petar Orehovec, po kojoj je mjesto i dobilo ime.
Sagrađena je između 1771. i 1779. godine, na mjestu nekadašnje crkve, od koje je ostao dio pročelja s gotičkim kamenim portalom. Crkva je kasnobarokna kamena građevina. Na glavnom oltaru su kipovi apostola sv. Petra i Pavla s kraja 19. stoljeća. Na desnom oltaru je slika "Poklonstvo kraljeva" iz vremena baroka, a na lijevom je slika sv. Ivana i Pavla. Svetohranište potječe iz 18. stoljeća, a orgulje iz 1912. godine. U crkvi se nalaze i brojni vrijedni liturgijski predmeti. Zvonik se srušio prilikom obnove 2001. godine, ali je obnovljen 2005. godine.
Crkva se nalazi u središtu mjesta na povišenom mjestu pa se vidi i iz okolice.

## Orgulje
Josip Erhatić izgradio je orgulje za crkvu 1911. godine. Glazbalo ima ovu dispoziciju:
| Manual C–f3 |            |    |
| 1.          | Principal  | 8′ |
| 2.          | Gamba      | 8′ |
| 3.          | Salicional | 8′ |
| 4.          | Bourdon    | 8′ |
| 5.          | Octav      | 4′ |
| 6.          | Dolce      | 4′ |

| Pedal C–d1 |         |     |
| 7.         | Subbass | 16′ |

Spojevi: man-ped. 

Trakture su pneumatske s registarskim kancelama.